# 36-я отдельная гвардейская мотострелковая бригада
36-я отдельная гвардейская мотострелковая Лозовская Краснознамённая бригада (сокр. 36 омсбр, в/ч 06705) — тактическое соединение Сухопутных войск Российской Федерации. Находится в составе 29-й гвардейской общевойсковой армии Восточного военного округа. Пункт постоянной дислокации в г. Борзя, Забайкальский край.

## История
Историческим предшественником воинской части является 47-я авиадесантная бригада особого назначения, сформированная в 1932 г., на основе которой в 1938 г. сформирована 214-я воздушно-десантная бригада. Накануне Великой Отечественной войны бригада была развёрнута в 4-й воздушно-десантный корпус, принимавший активной участие в войне в составе Западного фронта.
В августе 1942 года корпус переформирован в 38-ю гвардейскую стрелковую дивизию, которая прошла всю войну, встретив её окончание на территории Германии.
В 1957 г. дивизия была переформирована в мотострелковую, став 38-й гвардейской мотострелковой Лозовской Краснознамённой дивизией. Местом дислокации являлась Читинская область на территории Забайкальского военного округа, где дивизия входила в состав 36-й общевойсковой армии.
В октябре 1989 г. дивизия была переформирована в 131-ю гвардейскую пулемётно-артиллерийскую дивизию с дислокацией в н.п. Ясная Читинской области, и являлась таковой по август 2001 г., когда вновь стала мотострелковой.
С июня 2009 года дивизия переформирована в 36-ю отдельную гвардейскую мотострелковую бригаду с сохранением за ней всех боевых регалий, боевой славы и исторического формуляра.
В 2011 году на вооружении бригады находились танки Т-72Б1, боевые машины пехоты БМП-2, самоходные гаубицы 2С3, РСЗО «Град», противотанковые пушки МТ-12, СПТРК Штурм-С, зенитные системы Бук-М1, Тунгуска, Стрела-10, Шилка, ПЗРК Игла.

## Участие в боевых действиях
Бригада принимала участие во вторжении России на Украину, в частности с осени 2022 года была задействована в боях за Угледар. 20 февраля 2024 года ВСУ нанесли удар двумя ракетами HIMARS по полигону возле села Трудовское в момент построении на нём военнослужащих бригады. Под удар попала 4, 5 и 6-я роты бригады, в результате удара, погибло 68 человек, включая командира бригады полковника Г. Мусаева.

## Организационно-штатная структура
- управление;
- 1-й мотострелковый батальон;
- 2-й мотострелковый батальон;
- 3-й мотострелковый батальон;
- танковый батальон;
- зенитный ракетный дивизион;
- зенитный дивизион;
- 1-й гаубичный самоходный артиллерийский дивизион;
- 2-й гаубичный самоходный артиллерийский дивизион;
- реактивный артиллерийский дивизион;
- разведывательный батальон;
- рота беспилотных летательных аппаратов;
- инженерно-сапёрный батальон;
- батальон связи;
- батальон материально-технического обеспечения;
- батарея управления и артиллерийской разведки;
- батарея противотанковых управляемых ракет;
- отдельная рота РХБЗ;
- отдельная рота РЭБ;
- стрелковая рота (снайперов);
- комендантская рота;
- ремонтная рота
- медицинская рота;
- взвод военной полиции;
- взвод управления ПВО;
- оркестр.

## Командиры
- гвардии полковник Никифоров Евгений Валерьевич (2009—2010)
- гвардии генерал-майор Моисеев Олег Львович (2018—2020)
- гвардии полковник Мусаев Гусейн Вилаятович (????—20.02.2024)
- гвардии подполковник Воронков Андрей Владимирович

## Награждённые званием Героя Российской Федерации
- гвардии младший сержант Белокопытов, Владимир Иванович, командир боевой машины мотострелкового батальона, 2024 год.